# Psałterz szkejański
Psałterz szkejański (rum. Psaltirea Scheiană) – zabytek piśmiennictwa rumuńskiego, szesnastowieczny rękopis, zawierający przekład całej Księgi Psalmów na język rumuński.
Psałterz najprawdopodobniej przełożony został na język rumuński z przekładu cerkiewnosłowiańskiego. Całość obejmuje 265 kart papierowych, zapisanych alfabetem cyrylickim. Na podstawie charakterystycznych cech graficznych i fonetycznych ustalono, iż najprawdopodobniej tekst był przepisywany przez trzech różnych kopistów. Charakterystyczną cechą językową Psałterza szkejańskiego, jak również innych wczesnych przekładów biblijnych na język rumuński (np. Psałterza woronieckiego), jest rotacyzm, czyli przechodzenie w rodzimych wyrazach interwokalicznego n w r, np. oamerilor (zam. oamenilor). Zjawisko to wskazuje najprawdopodobniej północnorumuńskie (mołdawskie lub z północnego Siedmiogrodu) pochodzenie tekstu.
Manuskrypt należał do Gheorghe Asachiego (1788–1869), poety i historyka, potem znalazł się w kolekcji Dimitrie C. Sturdza-Scheianu, który w 1884 r. wraz z innymi dokumentami podarował go Akademii Rumuńskiej.
Psałterz został wydany w 1889 roku przez Ioana Bianu (1856–1935), bibliotekarza Akademii Rumuńskiej. Bianu zamieścił w swym wydaniu faksymile tekstu oryginalnego, pisanego cyrylicą, wraz z równoległą transkrypcją psalmów na pismo łacińskie. Początkowo Bianu szacował czas powstania rękopisu na lata 1482–1485, rok 1482 umieścił zresztą w tytule drukowanego wydania rękopisu, późniejsze badania przesuwały jednak tę datę na okres późniejszy: na rok 1515 (Sextil Pușcariu), lub nawet 1585 (Moses Gaster).